# Констал Н
Констал Н је најстарији модел пољских трамваја серије Констал. Трамвај се производио у четрдесетим и педесетим годинама прошлог века у фабрикама Констал, Сточња Гдањска и Сановаг. Произведено је 516 трамваја за пољске јавне превознике. У производњи је замењен трамвајима типа Констал 4Н.

## Конструкција
Н је двосмерни двоосовински трамвај који потиче од немачке концепције КСВ. Трамвај има врата на обе стране и возачке кабине на сваком крају возила. Трамвај може возити на 1435 мм колосеку, али и на 1000 мм. Струја са контактне мреже се узима пантографом. Трамваји се могу спајати и у типичне композиције (Н+НД+НД), а цела композиција управља се само са једним трамвајем.

## Верзије трамваја и реконструкције
- Н1 (производња: 1948-1956)
- Н2 (производња: 1950-1952)
- Н3 (производња: 1952-1956)
- НД1 (производња: 1948-1950)
- НД2 (производња: 1950-1953)
- НД3 (производња: 1953-1956)
- 2Н (производња: 1950-1956; ширина колосека: 1000 мм)
- 2Н1 (производња: 1950-1951; ширина колосека: 1000 мм)
- 2НД (производња: 1955; ширина колосека: 1000 мм)

## Галерија
- Трамвај Н с приколицом у Шчећину
- Историјски трамвај Н у Гдањску
- Историјски трамвај Н у Кракову
- Историјски трамвај Н у Познању
- Историјски трамвај Н у Варшаву